# Boulaur
Boulaur è un comune francese di 187 abitanti situato nel dipartimento del Gers nella regione dell'Occitania.

## Storia

### Simboli
Il leone di rosso in campo d'argento è simbolo del Gers.

## Società

### Evoluzione demografica
Abitanti censiti

## Luoghi e Monumenti
- Abbazia di Santa Maria di Boulaur, monastero di monache cistercensi.